# エリック・ヘボン
エリック・ヘボン（Eric Hebborn、1934年3月20日 - 1996年1月11日）は、イングランド出身の画家、素描作家、贋作家で、晩年は著作家でもあった。

## 生い立ち
エリック・ヘボンは、1934年にロンドンのサウス・ケンジントンに生まれた.
母親はブライトン生まれ、父親はオックスフォード生まれであった。ヘボンの自伝によれば、子どもの頃は常々母親から折檻されていたという。8歳のとき、ヘボンは通っていた学校に放火し、ハロルド・ウッドのロングムア少年院 (Longmoor reformatory) に送られた。教師たちは。彼の画才を認めてこれを奨励し、やがてメルドン美術クラブ (the Maldon Art Club) に関わるようになると、15歳の時に初めて作品を出品した。
ヘボンは、チェルムスフォード美術学校 (Chelmsford Art School)、ウォルサムストウ美術学校（Walthamstow Art School、後のウォルサム・フォレスト・カレッジ）を経て、ロイヤル・アカデミーに学んだ。アカデミーで彼の才能は開花して、ハッカー肖像画賞 (the Hacker Portrait prize)、シルヴァー賞 (Silver Award) を受賞し、さらにイギリス・ローマ賞 (British Prix de Rome) を版画部門で受賞して2年間イギリス・ローマ研究所で学ぶ奨学金を1959年に得た。ローマで、ヘボンは国際的な美術界の一員となり、数多くの芸術家たちや、美術史家たちと知り合ったが、その中には、1960年に知り合った、実はソビエト連邦のスパイだったサー・アンソニー・ブラントもおり、彼はヘボンの素描を2枚ほど見て、プッサンに似ていると語った。これは、後の贋作家としての経歴の種を蒔くきっかけであった。
ロンドンへ戻ったヘボンは、美術修復家ジョージ・アクゼル (George Aczel) に雇われた。アクゼルの下で働いていた間に、ヘボンは絵画の修復の技法を教えられただけでなく、改作や改良の技法も学んだ。アクゼルは、ヘボンに既存の絵画の修復の技法を修得させると、次に、まったく無地のキャンバスに作品を「復元」させる仕事を与えたが、これはその方がより大きな稼ぎにつながるからであった。やがてヘボンの絵画や修復についての知識が増してゆくと、彼とアクゼルの関係は壊れていった。
ヘボンは、（男性の）愛人グラハム・デイヴィッド・スミスとともに、レスター・スクエアの古物骨董商に足繁く通い、オーナーのひとりであったマリー・グレイ (Marie Gray) と友人になった。店にあった印刷物のカタログを整理するうちに、ヘボンは紙について、その歴史や美術における使用法について、詳しく学び始めた。ヘボンが彼の最初の贋作を製作したのは、こうして出会った無地の古い紙を使ってのことであった。
彼の最初の本当の（意図的な）贋作は、アンドレア・スキャヴォーネの描いた子どもの素描に基づいて、オーガスタス・ジョンを真似て制作した鉛筆書きの素描であった。スミスによれば、こうして描かれた素描の数点は、家主であったデイヴィス氏 (Mr Davis) に売られ、また数点はボンド・ストリートのギャラリーに売られ、さらに2、3点は、クリスティーズを通して売られたという。
その後、ヘボンは、スミスとともにイタリアに定住することを決めた。彼らはそこで、私設ギャラリーを創業した。

## 贋作家として
同時代の批評家たちが自分の作風を評価してくれないと見たヘボンは、オールド・マスターと称されるコロー、カスティリョーネ、マンテーニャ、ヴァン・ダイク, プッサン、ギージ、ティエポロ、ルーベンス、ヤン・ブリューゲル、ピラネージらの様式を模倣し始めた。サー・ジョン・ポープ＝ヘネシーなどの美術史家たちは、ヘボンが描いた作品を本物だとした上、様式の面においても優れていると太鼓判を押し、絵画作品はクリスティーズやサザビーズなどのオークション・ハウスで数万ポンドの高値を呼んだ。ヘボン自身によれば、彼は数千点もの絵画、素描、彫刻の贋作を売ったという。ヘボンが生み出した素描の大部分は、歴史的な画家たちの作風を似せながらも、古い作品を大きく改作したり、複数の作品を組み合わせたりといったり形で、独自に生み出されたものであった。
1978年、ワシントンD.C.のナショナル・ギャラリーのキュレーターであったコンラート・オーベルフーバーは、ロンドンの権威と格式のあるオールド・マスター作品のディーラー、コルナギから、美術館のために買い入れた2点の素描、サヴェリ・スペランディオ (Savelli Sperandio) の作品とフランチェスコ・デル・コッサの作品を、検査していた。オーベルフーバーは、2点の素描が、同じ種類の紙に描かれていることに気づいた。
オーベルフーバーは、2点の作品における紙質の類似性を根拠として、美術界の同僚たちに警鐘を鳴らすことを決めた。するとモルガン・ライブラリーでもコッサ (Cossa) の贋作が見つかったが、これはそれまでに少なくとも3人の専門家が本物だと鑑定してきたものであった。オーベルフーバーは、3点の贋作の出所であったコルナギに連絡をとった。コルナギは照会に応じ、オーベルフーバーに、3点がいずれもヘボンから購入されたものであったことを告げたが、ヘボンの名は公表されなかった。
コルナギは、さらに18か月を置いて、メディアに対して贋作を公表したが、この時点でも名誉毀損で訴えられる可能性を恐れてヘボンの名は伏せられた。アリス・ベケットは当時、「...誰も彼について話していない...問題は彼が良い人物すぎたことだった (...no one talks about him...The trouble is he's too good)」と告げられたことを記している。こうしてヘボンは、これ以上ことが露見しないように少しやり方を変えながら、さらに500点以上の素描を1978年から1988年にかけて描き、贋作を作り続けた。彼が贋作によって得た利益は、3千万ドル以上に上るものと推定されている。

## 告白、批判、死
1984年、ヘボンは多数の贋作を認めたが、告白の中で美術界を非難し、あたかも自分は何も悪いことはしていないという雰囲気を報道を使って作り出した。
1991年に出版された自伝『Drawn to Trouble』の中でも、ヘボンは美術界、批評家やディーラーたちを攻撃し続けた。ヘボンは、専門家と称する連中の大部分は利益を得るための計略に沿って役割を演じることばかりに熱心だとして、彼らを欺くことができる自分の能力について大っぴらに語った。ヘボンはまた、本物であると証明されているとされる作品の中にも、自分が作った贋作があると主張した。また、この当時には、サー・アンソニー・ブラントとは愛人関係になったことはないと述べた発言も記録されている。
著書中のあるページで、ヘボンはジャン＝バティスト・カミーユ・コローの『アンリ・ルロワ (Henri Leroy)』の贋作と本物の素描を並べて示し、「美術の専門家」たちに違いを説明するよう挑戦を投げかけていた。
1996年1月8日、著書『The Art Forger's Handbook』のイタリア語版が出版された直後に、エリック・ヘボンはローマの路上で、頭部を鈍器で何回も殴打された状態で倒れているところを発見された。彼は、1月11日に死亡した。
多くの美術品が、その出所がヘボンとされているが、中には著名なコレクションの所蔵となっており、議論が続いているものもある。カリフォルニア州ロサンゼルスのJ・ポール・ゲティ美術館やニューヨーク市のメトロポリタン美術館は、ヘボンの贋作を展示していないとしているが、これにはヘボン自身が異論を唱えていた。

## 遺されたもの
ドキュメンタリー映画『Eric Hebborn: Portrait of a Master Forger』は、イタリアの自宅でおこなわれた長時間のインタビューを中心とした作品で、BBCの『Omnibus』の枠で、1991年に放映された。
2014年に発表された小説『In the Shadow of an Old Master』は、エリック・ヘボンの死とその後の顛末をめぐるミステリーに基づいた作品である。
2014年10月、ウィルトシャー州ウィルトンの競売商ウェブス (Webbs) が、素描類 236点を、1点ずつ競売にかけ100ポンドから500ポンドの初値を付けた。10月23日の競売では落札総額は5万ポンドを超え、ミケランジェロを模した贋作の素描が予想額の18倍に当たる2,200ポンドで落札されたほか、ヘボンが現代素描作品のマニュアルとしていた『The Language of Line』に鉛筆で修正加筆が加えられたものに 3,000ポンドの値がついた。『The Language of Line』の落札者が誰かは明らかにされていない上、同じものが複製されたとは考えられない中、かつてヘボンの代理人であったブライアン・バルフォア＝オーツは、画家の友人から送られてきたものとして、この『The Language of Line』を『ガーディアン』紙に見せた。この未発表原稿の一部は、『ガーディアン』紙上で2015年8月に公開された

## ヘボンの著作
- Drawn to Trouble, Mainstream, 1991 ISBN 1-85158-369-6
- The Art Forger's Handbook, Overlook, 1997 (posthumous) ISBN 1-58567-626-8
- Confessions of a Master Forger, Cassell, 1997 (posthumous reprint of Drawn to Trouble, with epilogue by Brian Balfour-Oatts) ISBN 0-304-35023-0